# Pulchrinodus
Pulchrinodus, rod pravih mahovina u monogeneričkoj porodici Pulchrinodaceae, dio reda Bryales.
Ova monotipska porodica uključuje Pulchrinodus inflatus, veliku i atraktivnu mahovinu iz močvara Novog Zelanda, Tasmanije i Nove Kaledonije. To je zlatnozelena do žutozelena akrokarpna trajnica. Tvore velike, otvorene guste travnjake ili tepihe.